# Барсово (Ханты-Мансийский автономный округ)
Ба́рсово — посёлок городского типа в Сургутском районе Ханты-Мансийского автономного округа России.

## География
Современный посёлок Барсово расположен на высоком правом берегу реки Оби между речками Барцевкой и Калининой на месте старинного урочища Барсова Гора.
Расстояние до административного центра 12 км. Расстояние до ближайшей железнодорожной станции 26 км.

## История
Первые стоянки людей на этом месте возникли уже в 5 тысячелетии до нашей эры. С тех пор, благодаря удобному природному и стратегическому расположению, Барсова Гора была постоянно заселена. Археологи обнаружили здесь более трёх тысяч жилищ и построек различных эпох.
Существует легенда об истории названия Барсовой Горы, связанная с именем могущественного князя Барса, который, проиграв решающее сражение, не сдался врагам, а бросился с высокой горы в реку, предпочтя смерть позору.
В начале 1970-х годов возникла острая необходимость организации постоянной переправы через Обь для дальнейшего развития одного из крупнейших в Западной Сибири промышленного центра — Сургута. В 1971 году было принято решение о строительстве железнодорожного моста. Мост был возведён ударной стройкой в кратчайшие сроки, а на месте древнего урочища быстро вырос посёлок Мостоотряд-29, впоследствии переименованный в Барсово (статус посёлка городского типа — с 1979 года).
Железнодорожный мост длиною 1927 метров долгое время был одним из крупнейших в Европе. В 1995—2000 был построен ещё один мост через Обь — автодорожный вантовый.

## Население
| 2002  | 2009  | 2010  | 2012  | 2013  | 2014  | 2015  | 2016  |
| ----- | ----- | ----- | ----- | ----- | ----- | ----- | ----- |
| 5600  | ↗5616 | ↘4990 | ↗5202 | ↗5445 | ↗5524 | ↘5492 | ↗5692 |
| 2017  | 2018  | 2019  | 2020  | 2021  |       |       |       |
| ↘5677 | ↗5748 | ↗5778 | ↗5888 | ↗6192 |       |       |       |

## Инфраструктура
- Клуб
- Детский сад "Рябинка"
- Средняя общеобразовательная школа № 1
- Спортивный комплекс «Барс». Открыт в 1984 году[14]